# Wannseei konferencia

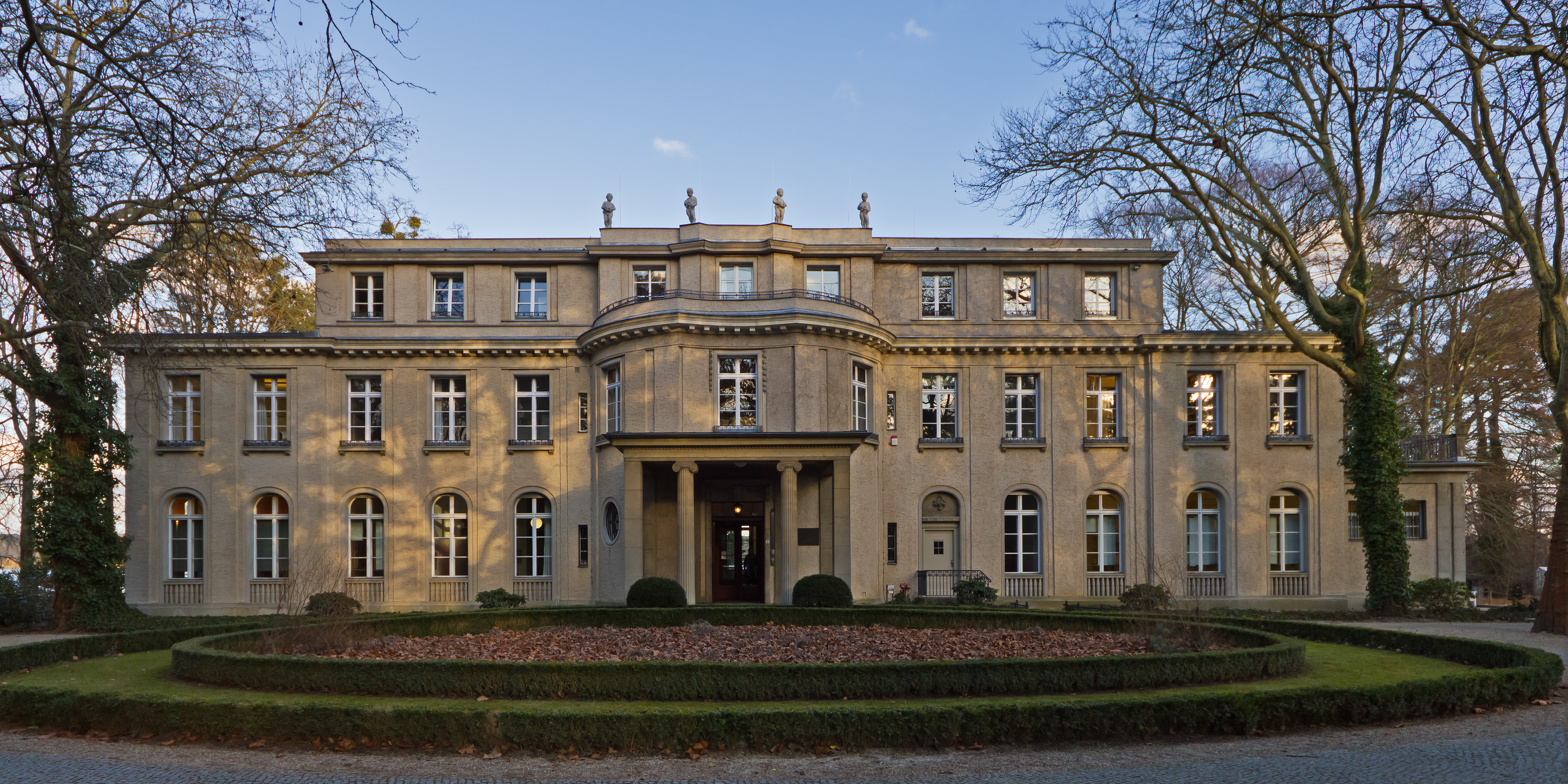
A wannseei konferencia helyszíne

A wannseei konferencia „a zsidókérdés végső megoldásának” megtervezésére megtartott konferencia volt. A nemzetiszocialista tisztségviselők részvételével létrejött találkozót Wannseeben, Berlin egyik délnyugati városrészében tartották 1942. január 20-án. 
A megbeszélést Reinhard Heydrich SS vezérezredes (SS-Obergruppenführer), a Birodalmi Biztonsági Főhivatal vezetője tartotta, amely során a konkrét szerepek tisztázása mellett megbizonyosodott arról, hogy a résztvevők pontosan megértették a célkitűzéseket. Elképzelései szerint az európai zsidóság tagjai, amely körülbelül 11 millió személyt érintett volna az eredeti tervek alapján, a megszállt keleti területeken végeztek volna kényszermunkát (ez főleg útépítési munkálatokat jelentett). Emellett javaslatot tett a túlélők „megfelelő bánásmódban” való részesítésére, hogy ne kerülhessen sor „zsidó újjászületésre”. A konferencia jegyzőkönyve az egyik legfontosabb fennmaradt dokumentum a holokauszt történetében, melynek során több millió zsidó származású ember vesztette életét.

## A konferencia

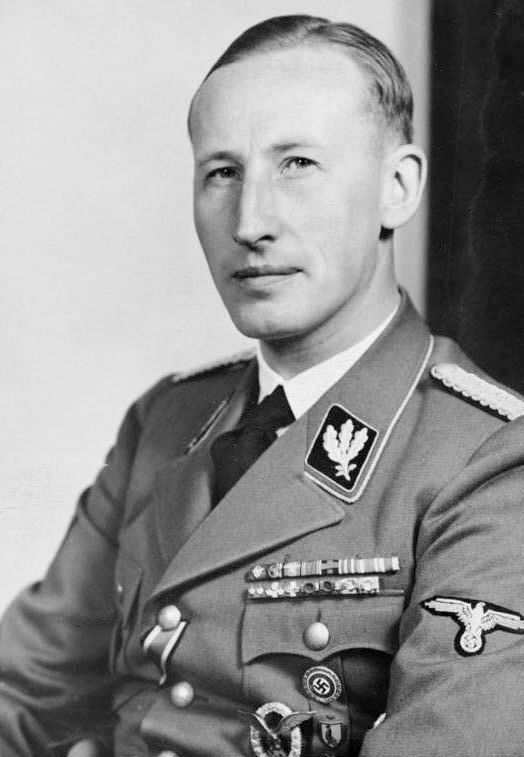
Reinhard Heydrich SS-Obergruppenführer, a Birodalmi Biztonsági Főhivatal vezetője

Az 1942. január 20-án a Wannseeben (Berlin egyik délnyugati városrészében) tartott találkozón Reinhard Heydrich SS-Obergruppenführer a német állami szervek megjelent képviselőivel elfogadtatta, hogy a „zsidókérdés végső megoldására” egész Európában a Birodalmi Biztonsági Főhivatal irányelveit figyelembe véve kerüljön sor. A Hermann Göring által megbízott Heydrich felkérésére a konferencián az érintett állami és katonai szervek képviseletében 14 fő jelent meg. Az ambiciózus náci vezető célja a „feladatok” kiosztása mellett az volt, hogy megbizonyosodjon arról, hogy a résztvevők pontosan megértették az általa elmondottakat. A tanácskozásról, amely több mint 11 millió zsidó származású európai polgár (beleértve a semleges államok és az Egyesült Királyság zsidó közösségeit is) fizikai megsemmisítését helyezte kilátásba, Adolf Eichmann jegyzőkönyvet készített.
Heydrich elmondta, hogy az eredeti terv, amely szerint a zsidóságnak ki kellett volna vándorolnia a Harmadik Birodalomból túlságosan lassúnak bizonyult. Hitler elképzelése a zsidóság keletre történő áttelepítéséről pedig csak átmeneti megoldást jelenthet. Heydrich elgondolása szerint a fizikailag jó állapotban lévő zsidók útépítésben vennének részt a megszállt keleti területeken, amely során a többség „természetes úton semmisülne meg”. A túlélőket, akik a legellenállóbbnak bizonyulnak, „megfelelő bánásmódban” kell részesíteni. A megbeszélés során felmerültek olyan, nem minden esetben eldöntött kérdések is, hogy ki számít zsidónak, legyenek-e kivételezettek, illetve mi legyen azok sorsa, akik vegyes házasságból születtek, vagy első világháborús veteránok voltak. Néhány nappal később a megjelentek számozott, személyre szóló másolatot kaptak a konferencia jegyzőkönyvéről.
Eichmann 1961-ben, az Eichmann-per során elmondta, hogy a találkozó viszonylag gyorsan (egy-másfél óra alatt) lezajlott és a résztvevők között teljes volt az egyetértés és az együttműködés. A konferencia jegyzőkönyve az egyik legfontosabb fennmaradt dokumentum a holokauszt történetében, amelyet 1947-ben találtak meg a konferencián megjelent Martin Luther iratai között.
A zsidókat a végleges megoldás folyamán keleten megfelelő vezetéssel és alkalmas módon munkára kell fogni. Nagy munkáscsapatokban, nemek szerint szétválasztva, útépítés közben vezetik a munkaképes zsidókat ezekre a területekre és eközben nagy részük természetes fogyás útján kétségtelenül ki fog esni. A végül esetleg megmaradó töredékállományt, minthogy ez esetben kétségtelenül a legellenállóképesebb részről van szó, megfelelően kell kezelni, mert ez természetes kiválasztódást mutatva, szabadon bocsátása esetén egy új zsidóság magjának tekinthető.

## Résztvevők

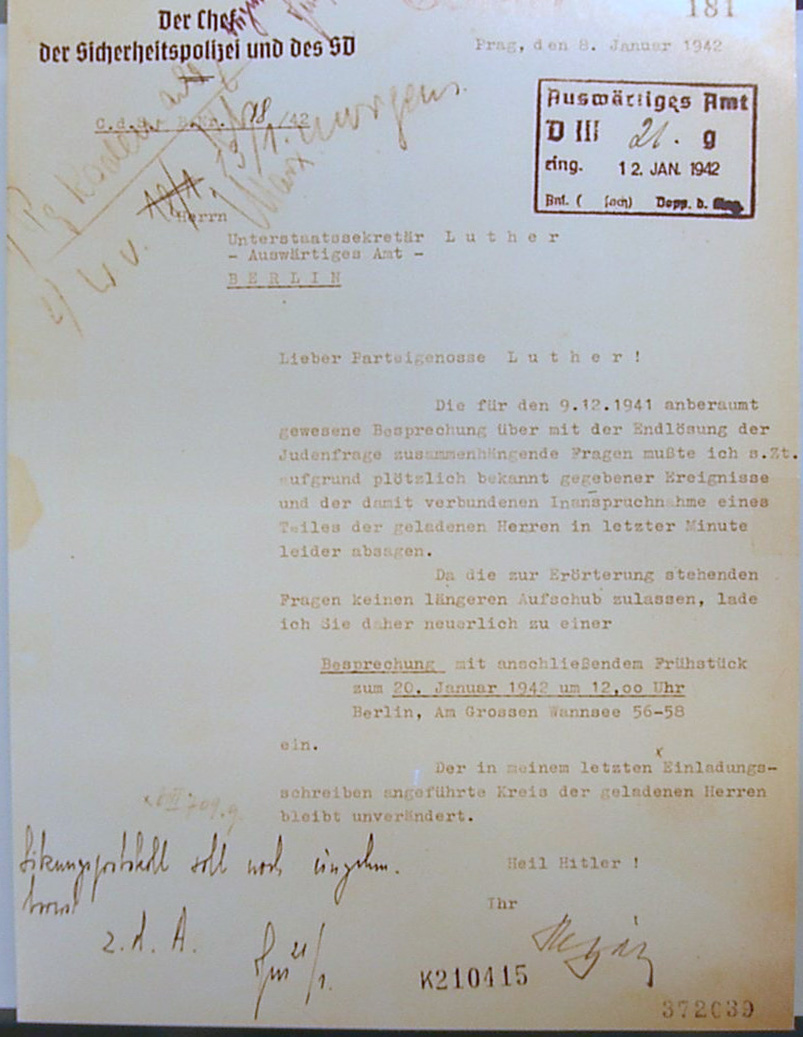
Martin Luther meghívója a konferenciára

A konferencián a következő személyek vettek részt:
- Reinhard Heydrich SS-vezérezredes
- Dr. Alfred Meyer államtitkár (a megszállt keleti területek minisztériumának képviseletében)
- Dr. Georg Leibrandt minisztériumi főosztályvezető (a megszállt keleti területek minisztériumának képviseletében)
- Dr. Wilhelm Stuckart államtitkár (a birodalmi belügyminisztérium képviseletében)
- Dr. Erich Neumann államtitkár (a négyéves terv irodájának teljhatalmú megbízottja)
- Dr. Roland Freisler államtitkár (a birodalmi igazságügyminisztérium képviseletében)
- Dr. Josef Bühler államtitkár (a főkormányzói irodától, Hans Frank képviseletében)
- Martin Luther államtitkár (a külügyminisztériumtól)
- Gerhard Klopfer SS-ezredes (a pártkancelláriától, Martin Bormann képviseletében)
- Friedrich Kritzinger minisztériumi vezérigazgató (a birodalmi kancellária képviseletében)
- Otto Hofmann SS-vezérőrnagy (a Faji és Áttelepítési Főhivataltól)
- Heinrich Müller SS-vezérőrnagy (a Gestapo parancsnoka)
- Adolf Eichmann alezredes (a Birodalmi Biztonsági Főhivataltól)
- Dr. Eberhard Schöngarth SS-ezredes (a biztonsági rendőrség és az SD lengyelországi parancsnoka)
- Dr. Rudolf Lange SS-őrnagy (a biztonsági rendőrség és a biztonsági szolgálat lettországi parancsnoka és a balti államok, valamint Fehéroroszország biztonsági rendőrségének és szolgálatának hadtest parancsnok-helyettese)

## Film
- 1984: Die Wannseekonferenz c. német film, Heinz Schirk rendezésében, Paul Mommertz forgatókönyve alapján, Heydrichet  szerepében Dietrich Mattausch alakította.[4]

- 2001: Az összeesküvés (Conspiracy) c. angol-amerikai film, Loring Mandel forgatókönyve alapján, Frank Pierson rendezésében, Heydrichet Kenneth Branagh játszotta.[5][6]  Mindkét film felvételeit az eredeti helyszínen, Berlin Zehlendorf kerületében, az egykori Marlier-villában (Am Großen Wannsee 56/58.) forgatták.
- 2022: A wannseei konferencia c. német film, Matti Geschonneck rendezésében, Magnus Vattrodt forgatókönyve alapján, Heydrich szerepében Philipp Hochmair.[7]

1. 1 2  A holokauszt Magyarországon: Wannseei konferencia (magyar nyelven). (Hozzáférés: 2009. december 5.)
2. 1 2 3 4  Holocaust History.org:The Wannsee conference (angol nyelven). [2015. szeptember 5-i dátummal az eredetiből archiválva]. (Hozzáférés: 2009. december 6.)
3. ↑  SZTE Egyetemi Könyvtár: A Wannsee-jegyzőkönyv (magyar nyelven). (Hozzáférés: 2009. december 5.)
4. ↑  Die Wannseekonferenz (1984) az Internet Movie Database oldalon (angolul)
5. ↑  Az összeesküvés (Conspiracy, 2001) a PORT.hu-n (magyarul)
6. ↑  Az összeesküvés (Conspiracy, 2001) az Internet Movie Database oldalon (angolul)
7. ↑  https://www.imdb.com/title/tt14321668/. (Hozzáférés: 2025. január 29.)